# Wolfram von Richthofen
Wolfram Freiherr von Richthofen (Striegau, 10 de outubro de 1895 — Bad Ischl, 12 de julho de 1945) foi um marechal da Luftwaffe, a força aérea alemã, durante a Segunda Guerra Mundial.
Na Primeira Guerra Mundial, lutara na Frente Ocidental, ganhando a Cruz de Ferro de Segunda Classe. Em 1915, foi transferido para a Frente Leste, onde permaneceu até 1917. 
A família von Richthofen produziu várias personalidades que se tornariam famosas durante a Primeira Guerra. 

## Biografia
Nascido na Baixa Silésia, na Prússia,  Wolfram von Richthofen era primo do ás da aviação da Primeira Guerra Mundial, Manfred von Richthofen, o "Barão Vermelho". Durante a guerra, enquanto o primo famoso derrubou mais 80 aviões inimigos antes de ser abatido e morrer em combate,  Wolfram servia numa unidade da cavalaria do exército do Kaiser até aprender a voar, em 1918. Integrado a um esquadrão de combate, abateu oito inimigos antes do final do conflito, recebendo o título de ás. Com o fim da guerra, passou o período de 1919 a 1922 estudando engenharia.
Von Richthofen foi segundo de quatro filhos e o primeiro do sexo masculino. Sua irmã mais velha, Sophie-Therese, nasceu em 1891 (e morreu em 1971). Seu irmão Manfred nasceu em 1898, e outro irmão, Gerhard, em 1902. 
Seus primos, os irmãos Lothar e Manfred von Richthofen, eram áses da aviação e o encorajaram a ingressar na Luftstreitkräfte, a força aérea imperial alemã. Como filho de um nobre, Wolfram teve uma vida de privilégios. O status aristocrático de sua família remonta ao ano de 1500. Por volta de 1700 os Richthofens possuíam 16 propriedades da Baixa Silésia. Quando Frederico, o Grande anexou a Silésia em 1740, ele, pessoalmente, concedeu o título de Barão (Freiherr) a um dos antepassados Richthofen. A família permaneceu na Silésia por mais três gerações.
Em 18 de setembro de 1920, casou-se com Jutta von Selchow (1896-1991), em uma igreja luterana em Breslau (hoje Wroclaw na Polônia). Eles tinham sido apresentados por seu irmão Gunther. Jutta também pertencia à nobreza da Silésia, frequentava os mesmos círculos e servira como enfermeira na guerra. O casal teve três filhos: Wolfram (nascido em 25 de maio de 1922), Götz (27 de Novembro de 1925) e Ellen (15 de fevereiro de 1928).

### Entre as duas guerras
Von Richthofen estudou engenharia aeronáutica (1919-1922) na Universidade Técnica de Hanôver.
Serviu em Roma, entre 1929 e 1931, como um adido aeronáutico "informal", em violação às cláusulas de desarmamento do Tratado de Versalhes.

## Legião Condor
Em 1933, von Richthofen entrou para a Luftwaffe, tornando-se um dos oficiais em comando da Legião Condor, unidade aérea de aviadores "voluntários" alemães que combateu ao lado dos nacionalistas na Guerra Civil Espanhola. 
Em 1934, foi encarregado de desenvolver e testar novas aeronaves no Amt Technisches (Departamento Técnico do Reichsluftfahrtministerium, o Ministério da Aeronáutica), sob a direção geral de Ernst Udet. Embora Richthofen tivesse conhecido Göring e servido sob seu comando na Primeira Guerra Mundial em JG 1, os dois não se davam bem. Ambos vinham de origens aristocráticas, mas Richthofen era da Baixa Silésia.
Richthofen comandou as formações de combate. Sob seu comando, em 1937, a Luftwaffe bombardeou a cidade basca de Guernica, causando grande número de mortes civis -  uma ação que se tornou um símbolo mundial do terror dos bombardeios aéreos e foi imortalizada no quadro de Pablo Picasso.
Wolfram von Richthofen nomeado chefe de estado-maior do marechal Hugo Sperrle, comandante-geral da Legião, e aprendeu várias lições tiradas da guerra civil que serviriam para uso da Luftwaffe durante a II Guerra. Em setembro de 1938, foi promovido a major-general, e serviu como conselheiro militar do líder fascista Francisco Franco até voltar à Alemanha, em maio de 1939, para assumir o comando da Legião repatriada, após o fim do conflito na Espanha.

### Bombardeio de Guernica

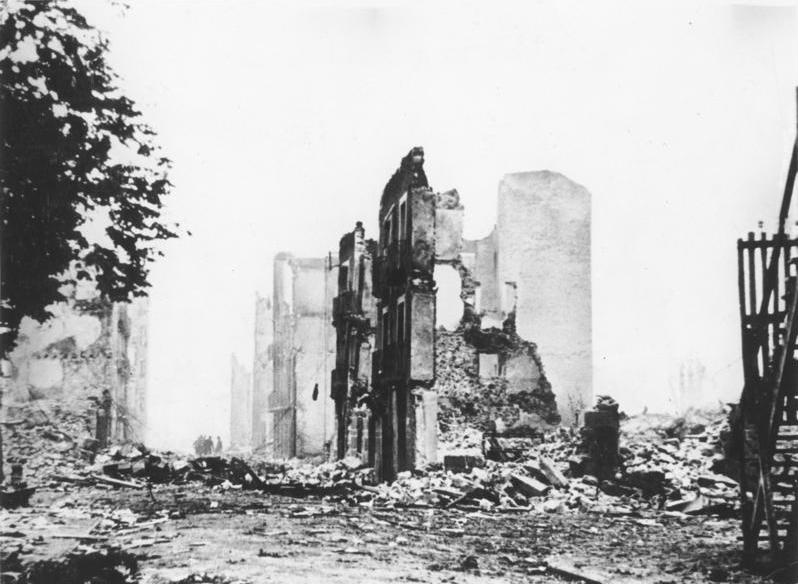
Ruínas de Guernica.

Logo depois, e até mesmo em estudos atuais, os historiadores se referem ao   bombardeio como um ato deliberado de terror, concebido para quebrar o moral da população. No entanto, não há indício na doutrina aeronáutica alemã ou nos planos de batalha alemães que possa sugerir Guernica tenha sido atingida para quebrar o moral da população basca. Richthofen, que planejou o ataque, não sabia muito sobre Guernica. Ele não estava ciente de que havia edifícios do parlamento basco na cidade, o que só veio a saber quando a visitou, em 30 de Abril, depois que os nacionalistas de Franco a capturaram. Há muita discussão sobre os motivos do bombardeio. É até possível que tenha sido apenas por um motivo bem simples: em Guernica estava a interseção de duas estradas usadas para abastecer os 23 batalhões bascos em Bilbao.

## Segunda Guerra Mundial

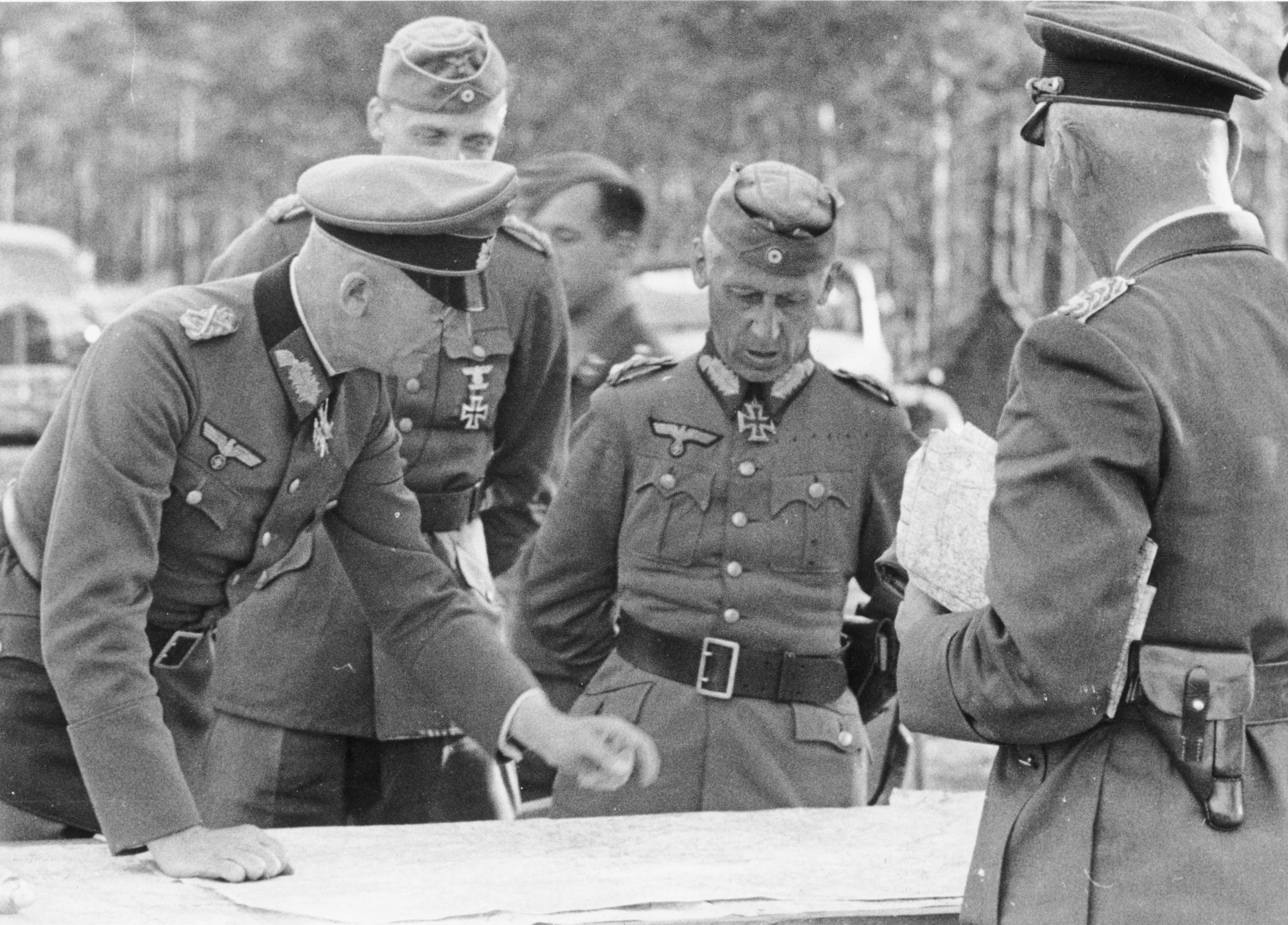
Reunião dos oficiais Fedor von Bock, Hermann Hoth e Wolfram von Richthofen.

No início da Segunda Guerra Mundial, durante a invasão da Polônia, Richthofen comandou o grupamento aéreo VIII. Fliegerkorps, que recebeu a missão de destruir Varsóvia pelo ar, em setembro de 1939. Na invasão da França, em 1940, seus bombardeiros Junkers Ju 87, conhecidos como Stukas, apoiaram as tropas alemãs no ataque à Bélgica e à França. Durante a Batalha da Grã-Bretanha, as mesmas unidades tomaram parte na tentativa fracassada de subjugar a RAF, para permitir a invasão da Inglaterra.
Em abril, a VIII. Fliegerkorps apoiou a invasão alemã de Creta e da Grécia. Com o sucesso da missão, Richthofen foi promovido a general e recebeu a Cruz de Ferro com Cruz de Cavalheiro e Folhas de Carvalho (Ritterkreuz mit Eichenlaub) em julho de 1941.
Em junho de 1941 Adolf Hitler deu início à Operação Barbarossa - a invasão da União Soviética. Desde a Guerra Civil Espanhola, Richthofen havia refinado as táticas de suporte aéreo e os métodos de ligação com as forças de terra, e seu grupo aéreo deu grande apoio à ofensiva em direção a Moscou e às subsequentes medidas desesperadas de defesa frente a contra-ofensiva soviética.
Em maio e junho de 1942, Richthofen também comandou um grande apoio aéreo aos exércitos do marechal Erich von Manstein na tomada de Sebastopol e da Crimeia, quando os dois comandantes trabalharam em laços profissionais muito estreitos e passaram a ter grande respeito um pelo outro.
No fim de junho de 1942, Richthofen recebeu o comando da Luftflotte 4, que deu apoio aéreo ao avanço do Grupo de Exércitos Sul no Cáucaso e em Stalingrado. No inverno de 1942, o 6.º Exército alemão, comandado pelo general Friedrich Paulus, foi cercado pelo contra-ataque soviético em Stalingrado, e Hitler determinou que von Richthofen comandasse uma ponte aérea para abastecer as tropas cercadas (cerca de 300 mil homens), mas a missão foi impossível de ser realizada a contento e custou à frota aérea 500 aeronaves e 1000 homens de suas tripulações.
Após o fracasso da ponte aérea e da operação comandada por von Manstein (ataque às tropas soviéticas que cercavam Stalingrado por trás, para libertar os alemães sitiados), o 6.º Exército se rendeu, causando a maior derrota do Terceiro Reich na guerra até aquele momento e marcando o ponto de virada a favor dos soviéticos e dos Aliados no conflito.
Entretanto, duas semanas após a rendição alemã em Stalingrado, von Richthofen foi promovido por Hitler a marechal-do-ar. Foi um dos seis oficiais da Luftwaffe  a atingir essa patente e, aos 47 anos, o segundo mais jovem, depois de Hermann Göring, que foi promovido aos 45 anos.

### Morte
Depois de um novo comando, a Luftflotte 2, entre 1943 e 1944, Richthofen entrou em licença médica e foi enviado para o hospital da Luftwaffe para lesões neurológicas em Bad Ischl, na Áustria. Em 27 de outubro de 1944, ele foi operado pelo cirurgião cerebral Professor Dr. Wilhelm Tönnis.
Em fins de 1944, Richthofen se retirou da vida militar ativa, por problemas de saúde. Faleceu em decorrência de um tumor cerebral, dois meses depois da rendição alemã, em 12 de julho de 1945, quando se encontrava sob custódia dos norte-americanos, em Bad Ischl.

## Promoções
- Fähnrich - 22 de março de 1913
- Leutnant - 19 de junho de 1914
- Temporária Oberleutnant - 29 de fevereiro de 1920
- Aderiu ao Exército com patente de Leutnant - 1 de novembro de 1923
- Oberleutnant - 31 de julho de 1925
- Hauptmann - 1 de fevereiro de 1929
- Major - 1 de junho de 1934
- Oberstleutnant - 20 de abril de 1936
- Oberst - 23 de janeiro de 1938
- Generalmajor - 1 de novembro de 1938
- General der Flieger - 19 de julho de 1940
- Generaloberst - 1 de fevereiro de 1942
- Generalfeldmarschall - 16 de fevereiro de 1943

## Ligações Externas
- «Wolfram Richthofen» (em inglês)
- «FREIHERR VON RICHTHOFEN» (em inglês)